# العريجاء الغربي
حي العريجاء الغربي هو أحد الأحياء التابعة لبلدية العريجاء بمدينة الرياض وسط السعودية.

## حدوده
- من الجنوب: طريق المدينة المنورة.
- من الغرب: طريق أسماء بنت أبي بكر.
- من الشمال: وادي لبن.
- من الشرق: طريق حمزة بن عبد المطلب.

## أهم المعالم
- شارع مارية القبطية المعروف بـ(شارع الطب والحياة).
- ثانوية الإمام الشوكاني.
- الطريق الدائري الغربي.
- مركز صحي العريجاء الغربي.
- جامع الأمير خالد بن سعود.